# Ламия (пьеса)
«Ламия» (др.-греч. Λάμια) — трагедия древнегреческого драматурга Еврипида (V век до н. э.), сюжет которой связан с мифологией. Текст пьесы полностью утрачен. О её существовании известно только благодаря упоминаниям у двух более поздних античных авторов — Марка Теренция Варрона и Лактанция. Последний в своём труде «О божественных установлениях» сообщает, что в прологе к «Ламии» Еврипид упоминал ливийскую сивиллу.
Заглавная героиня пьесы — мифологический персонаж, дочь морского бога Посейдона, ставшая возлюбленной Зевса. Гера из ревности превратила Ламию в змею.